# Junior Kilat
Junior Kilat es una banda musical de Filipinas, formada en Cebú. El nombre fue tomado de una banda llamada Kilat León, grupo con mayor éxito en la década de los años 70. En este último hubo ciertas reclamaciones, tal vez porque Junior Kilat había plagiado el nombre, aunque por primera cantaron su primer tema musical titulado "Agta", inspirado de la realidad en el grupo étnico de los aetas.  Se trata de una popular agrupación de reggae de Manila, ganando un "Song of the Year Award" en la NU-107 's Rock Awards por Ako Si M16, en su primer sencillo del álbum Pipol. La banda está integrada por Errol "Budoy" Marabiles en la voz, Tiano Evangelista en el bajo, Archie Ybañez en la guitarra, Bangin Atienza en los tocadiscos, Gina Pestaño en los teclados, Cleofás Quijano en el trombón y Diana Freese en la batería. Junior Kilat actualmente se presentó en Cebú en un canal de televisión conocido como la RCTV  en el programa Ismol tym, en el que Diana Freese, Tiano Evangelista y Gina Pestaño son los miembros del personal. Errol "Budoy" Marabiles también se sumaron a Pinoy Big Brother Celebrity edición, en la cadena ABS-CBN producción. Además ha escrito dos canciones para el espectáculo temas musicales como Na Maligo Jam, que comenzó como un poema, mientras que en el interior del programa Pinoy Big Brother, y Budoy Ako, en la versión cebuano de la Pinoy Ako.

## Discografía
- Isla riddims
- K-Fyne
- Original Sigbin
- Isla Krismas
- Kling Klang
- Parte pipol ur copiar en tv
- Sigbin copiar
- Parte pipol ur en TV en vivo
- Lansyaw Gimadkaw
- Alias Otap vivir
- Agta copiar
- Agta vivir
- Kling Klang copiar
- Suyop vivir
- K-Fyne
- Kung di pa lang sala
- Suyop copiar
- Ako si M16
- Suka Buwad Sili
- Sili Suka Buwad Sili
- Sa Lubot Yawa
- Sigbin Rekonstruktion
- Budoy Ako
- Suka Buwad Sili (Radio Edit)
- Enrique de Malaca
- Lumay
- Katyubong
- 1-2-3
- Lumay
- Ungo Dub

- Datos: Q5560296